# Domingo Arquimbau
Pour l’article homonyme, voir Arquimbau.
Domingo Arquimbau (en catalan, Domènec Arquimbau) (Barcelone, 1760 - Séville, 26 janvier 1829) est un compositeur espagnol qui, entre 1790 et 1829, a occupé le poste de maître de chapelle à la cathédrale de Séville.

## Biographie
Né à Barcelone en 1757, il a commencé sa formation musicale en tant que choriste à la cathédrale de Barcelone, où il a été l'élève de Francesc Queralt et Josep Duran. Entre 1785 et 1790, il a été maître de chapelle de la cathédrale de Gérone. En 1790, il est devenu maître de chapelle de la cathédrale de Séville avec un salaire de 1 000 ducats, en remplacement du maestro Antonio Ripa. Il est resté à Séville pendant 39 ans jusqu'à sa mort en 1829. Le 23 novembre 1815, il a reçu le titre honorifique de Compositeur honoraire de l'Accademia Filarmonica di Bologna, cette distinction était due à l'un des contre-ténors de la chapelle de Séville, Juan Longarini, qui a amené en Italie lors d'un de ses voyages, plusieurs œuvres d'Arquimbau qui ont été très bien reçues, parmi elles la Première Lamentation du Mercredi Saint, Incipit Lamentatio“Primera Lamentación del Miércoles Santo, Incipit Lamentatio”.